# Crossac
Crossac ist eine französische Gemeinde mit 2.985 Einwohnern (Stand: 1. Januar 2022) im Département Loire-Atlantique in der Region Pays de la Loire; sie gehört zum Arrondissement Saint-Nazaire und zum Kanton Pontchâteau. Die Einwohner werden Crossacais genannt.

## Geographie
Crossac liegt im Regionalen Naturpark Brière etwa 15 Kilometer nordöstlich von Saint-Nazaire. Umgeben wird Crossac von den Nachbargemeinden Sainte-Reine-de-Bretagne im Norden, Pontchâteau im Osten, Besné im Südosten, Donges im Süden und Südosten, Saint-Malo-de-Guersac im Süden sowie Saint-Joachim im Westen und Südwesten.
Im Westen befindet sich die Moorlandschaft der La Brière.

## Bevölkerungsentwicklung
| Jahr | Einwohner |
| ---- | --------- |
| 1962 | 1517      |
| 1968 | 1558      |
| 1975 | 1658      |
| 1982 | 2067      |
| 1990 | 2277      |
| 1999 | 2145      |
| 2006 | 2526      |
| 2017 | 2952      |

## Sehenswürdigkeiten
- Reste der Burg L’Angle und Reste der Burg Lorieux, beide während des 11. Jahrhunderts errichtet, in den Religionskriegen 1685 geschleift
- Dolmen de la Barbière
- Dolmen von Mariandais
- Menhir du Bois Hoël